# MCAT
MCAT (англ. Malonyl-CoA-acyl carrier protein transacylase) – білок, який кодується однойменним геном, розташованим у людей на короткому плечі 22-ї хромосоми. Довжина поліпептидного ланцюга білка становить 390 амінокислот, а молекулярна маса — 42 962.
| 10         |  | 20         |  | 30         |  | 40         |  | 50         |
| ---------- |  | ---------- |  | ---------- |  | ---------- |  | ---------- |
| MSVRVARVAW |  | VRGLGASYRR |  | GASSFPVPPP |  | GAQGVAELLR |  | DATGAEEEAP |
| WAATERRMPG |  | QCSVLLFPGQ |  | GSQVVGMGRG |  | LLNYPRVREL |  | YAAARRVLGY |
| DLLELSLHGP |  | QETLDRTVHC |  | QPAIFVASLA |  | AVEKLHHLQP |  | SVIENCVAAA |
| GFSVGEFAAL |  | VFAGAMEFAE |  | GLYAVKIRAE |  | AMQEASEAVP |  | SGMLSVLGQP |
| QSKFNFACLE |  | AREHCKSLGI |  | ENPVCEVSNY |  | LFPDCRVISG |  | HQEALRFLQK |
| NSSKFHFRRT |  | RMLPVSGAFH |  | TRLMEPAVEP |  | LTQALKAVDI |  | KKPLVSVYSN |
| VHAHRYRHPG |  | HIHKLLAQQL |  | VSPVKWEQTM |  | HAIYERKKGR |  | GFPQTFEVGP |
| GRQLGAILKS |  | CNMQAWKSYS |  | AVDVLQTLEH |  | VDLDPQEPPR |  |            |

A: Аланін

C: Цистеїн

D: Аспарагінова кислота

E: Глутамінова кислота

F: Фенілаланін

G: Гліцин

H: Гістидин

I: Ізолейцин

K: Лізин

L: Лейцин

M: Метіонін

N: Аспарагін

P: Пролін

Q: Глутамін

R: Аргінін

S: Серин

T: Треонін

V: Валін

W: Триптофан

Кодований геном білок за функцією належить до трансфераз. 
Задіяний у таких біологічних процесах, як метаболізм жирних кислот, метаболізм ліпідів, біосинтез жирних кислот, біосинтез ліпідів, альтернативний сплайсинг. 
Локалізований у мітохондрії.